# Ilka Lochner
Ilka Lochner, geschiedene Lochner-Borst, (* 10. Juni 1970 in Rüdesheim) ist eine deutsche Politikerin (CDU). Von 2002 bis August 2010 war sie Abgeordnete im Landtag von Mecklenburg-Vorpommern.

## Leben
Ilka Lochner besuchte von 1980 bis 1990 die St.-Ursula-Schule in Geisenheim, ein staatlich anerkanntes Mädchengymnasium, bis zum Abitur. Danach arbeitete sie für ein Jahr als Verkäuferin in der väterlichen Metzgerei und lebte von 1991 bis 1992 als Au-Pair in Sacramento, Kalifornien, wo sie das American River College besuchte. Nach ihrer Rückkehr begann sie an der Universität Mainz ein Studium der Politikwissenschaften, mit Amerikanistik und Jura im Nebenfach. Bis zu ihrem Abschluss 1997 arbeitete sie im Ausbildungszentrum der Dr.-Horst-Schmidt-Kliniken. Im Jahr 1998 war sie im InterCity Hotel Rostock tätig, darauf Hausfrau. Ab 2000 studierte sie erneut an der Universität Rostock. Sie belegte den Magisterstudiengang Politikwissenschaften und wählte im Hauptfach Britische Literatur und Kultur sowie Literatur und Kultur Nordamerikas im Nebenfach. 2004 schloss sie mit dem Abschluss Magistra Artium ab. Sie ist evangelisch.

## Politik

### Kreistag Güstrow
Lochner war Präsidentin des Kreistags Güstrow und bis 2019 Präsidentin des Kreistages im Landkreis Rostock.

### Landtag Mecklenburg-Vorpommern
Vom 22. Oktober 2002 bis zum 31. August 2010 war sie Mitglied des Landtages Mecklenburg-Vorpommern. Bei der Landtagswahl 2006 zog sie über das Direktmandat im Wahlkreis 15 – Güstrow I erneut in den Landtag ein. 

### Bürgermeisterin der Stadt Laage
Sie wurde am 13. Juni 2010 in Laage zur hauptamtlichen Bürgermeisterin gewählt. 2016 wechselte Lochner in den Landesdienst.

### Landesvertretung Mecklenburg-Vorpommern
Seit Frühjahr 2017 leitet Lochner in der Nachfolge von Rüdiger Möller die Landesvertretung von Mecklenburg-Vorpommern und wurde ständige Vertreterin der Bevollmächtigten des Landes Mecklenburg-Vorpommern beim Bund.

## Sonstiges
Sie ist Kreisvorsitzende des Volksbundes Deutsche Kriegsgräberfürsorge Güstrow und förderndes Mitglied der Max-Planck-Gesellschaft. Sie engagierte sich eine Zeit lang als Regionalverantwortliche von mamzone, einer Organisation von Frauen zur Forschung gegen Brustkrebs.